# Blåfotad sula

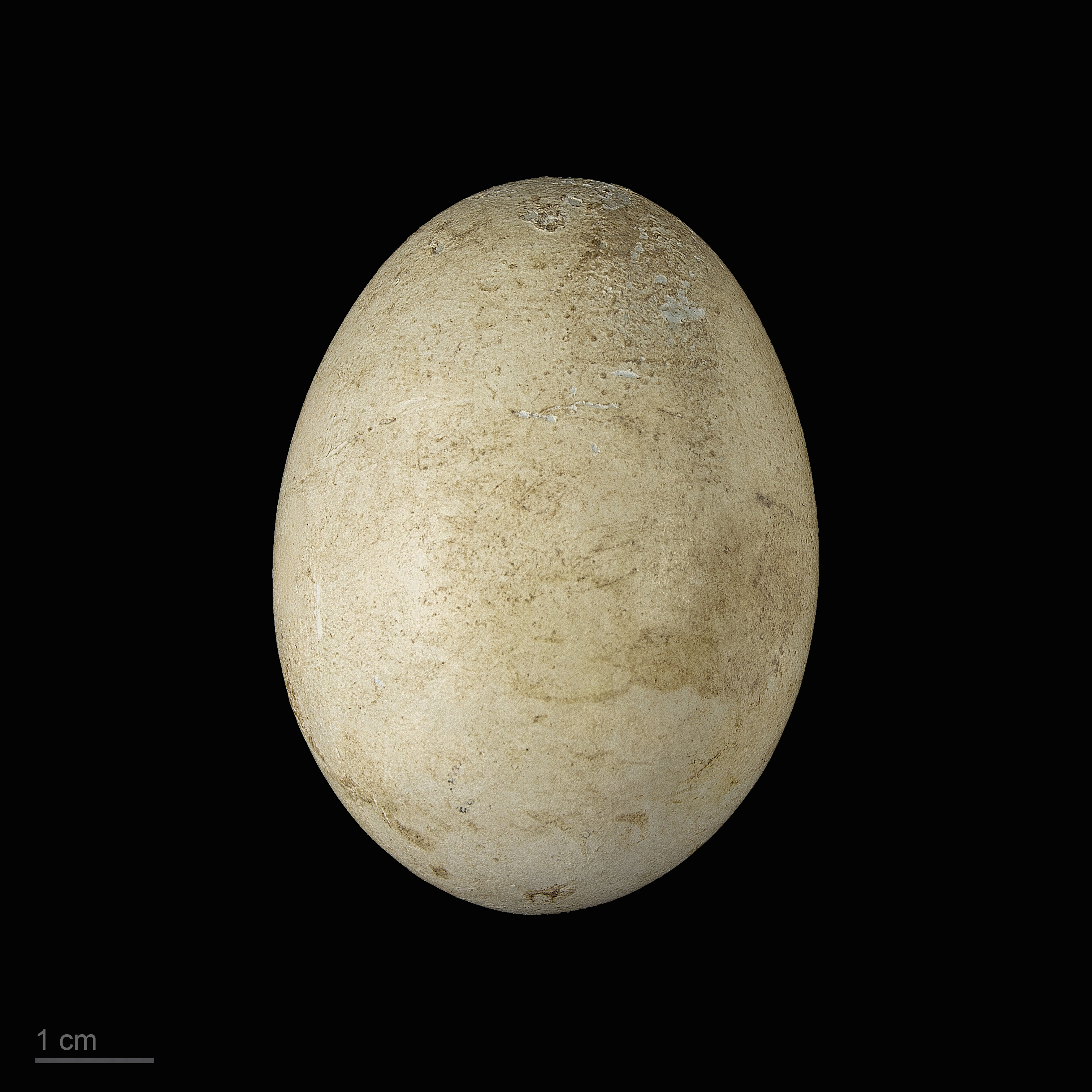
Sula nebouxii

Blåfotad sula (Sula nebouxii) är en havsfågel som tillhör familjen sulor och som kännetecknas av sina ljusblåa fötter.

## Utseende och läten
Blåfotad sula är en relativt stor sula med kroppslängden 71–84 cm och vingspannet 148-166 cm. Den utmärker sig genom mestadels mörk vingundersida, ljus stjärt och övergump, blå fötter och grå näbb. Adulta fågeln har ljust huvud och brun ovansida med vit bandning på manteln. Ungfågeln är genomgående mörkbrun med vit buk och blågrå fötter. Vid häckningskolonierna hörs en varierande vissling från hanen, ömsom vass och genomträngande, ömsom mjuk.

## Utbredning och systematik
Arten häckar på öar i Stilla havet. Utbredningsområdet sträcker sig från Californiaviken och västra Mexiko över västra Centralamerika till Ecuadors och norra Perus kustlinje. Västerut finns arten till Galápagosöarna där de flesta individer häckar med upp till 40 000 par.
Blåfotad sula delas in i två underarter med följande utbredning:
- Sula nebouxii nebouxii – Stillahavskusten från Mexiko till Peru
- Sula nebouxii excisa – Galápagosöarna

Vid begränsad födotillgång kan fågeln ses norrut till Kalifornien och söderut till norra Chile.

### Sulornas släktskap
Traditionellt har familjen sulor placerats i ordningen pelikanfåglar men molekulära och morfologiska studier har visat att denna ordning är parafyletisk.. Därför har sulorna flyttats till den nya ordningen Suliformes tillsammans med fregattfåglar, skarvar och ormhalsfåglar.

## Levnadssätt
Blåfotad sula häckar i kolonier på öar. Den är sällskaplig året runt och fiskar ofta nära stranden.

## Status och hot
Arten har ett stort utbredningsområde och en stor population med stabil utveckling. Utifrån dessa kriterier kategoriserar IUCN arten som livskraftig (LC).

## Namn
Fågelns vetenskapliga artnamn hedrar Adolphe-Simon Neboux (1806-1885), kirurg i franska flottan, upptäcktsresande och naturforskare.

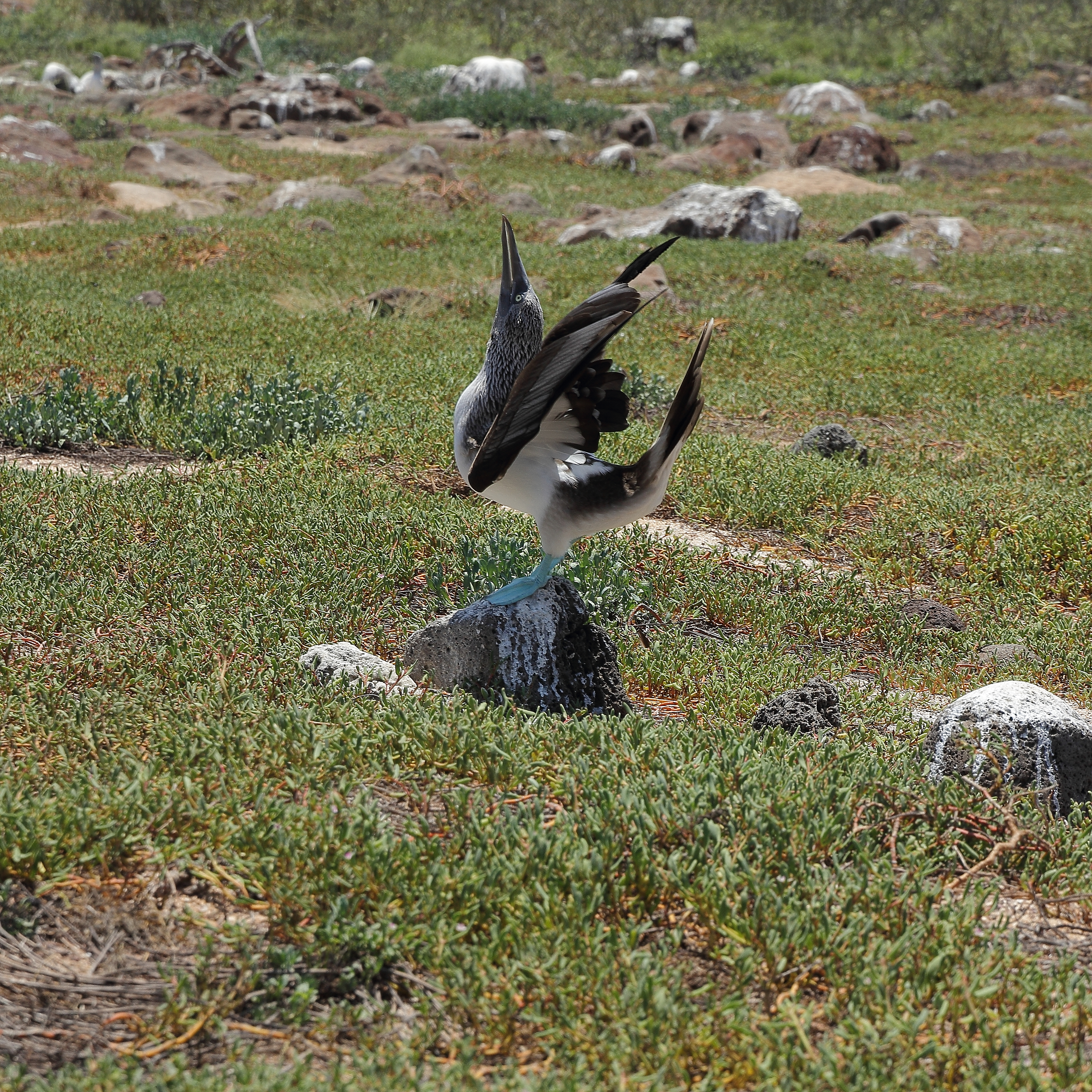
Parningsdans